# Gotye

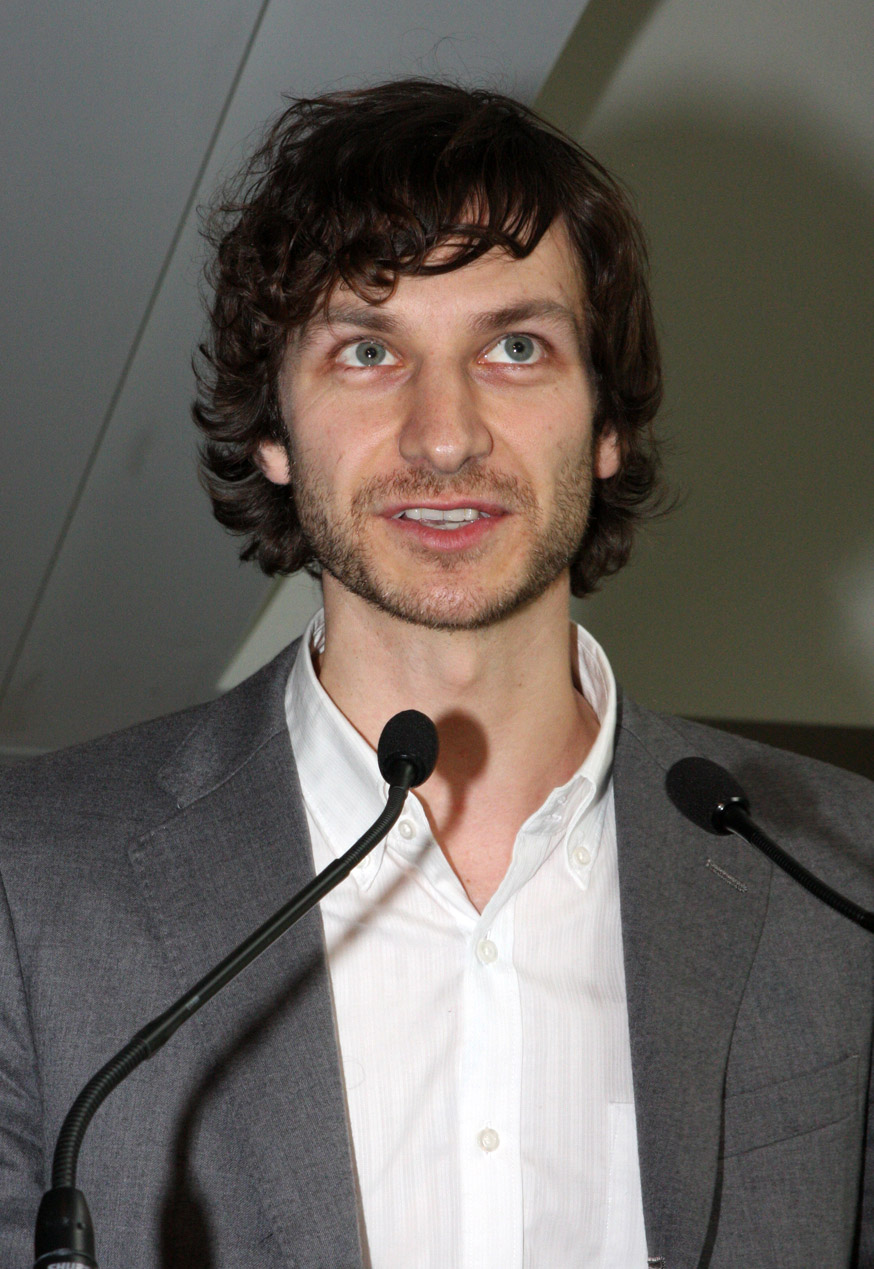
Gotye (2012)

Gotye [ˈɡɔːti.eɪ] (* 21. Mai 1980 in Brügge, Flandern; eigentlich Wouter Andre „Wally“ De Backer) ist ein belgisch-australischer Singer-Songwriter und Schlagzeuger aus Melbourne.

## Leben
De Backer wurde in Belgien geboren. Als er zwei Jahre alt war, zog seine Familie mit ihm nach Australien. Zur Schule wurde er unter der englischen Variante seines Namens, Walter, angemeldet. De Backer ist langjährig mit der australischen Folksängerin Tash Parker liiert.
Zusammen mit einigen seiner Mitschüler, unter anderem dem heutigen Bassisten seiner Liveshows, Lucas Taranto, gründete er 1998 die Band Downstares. Als diese Band sich trennte, konzentrierte sich De Backer auf sein Soloprojekt, für welches er später den Namen Gotye verwendete. Hierbei handelt es sich nach De Backers Erklärung um eine englische Transkription des Vornamens Gauthier, was wiederum die französische Variante seines niederländischen Geburtsnamens Wouter (dt./engl. Walter) darstellt.
Er ist gemeinsam mit Kris Schroeder und Tim Heath am Indie-Pop-Trio The Basics aus Melbourne beteiligt. Seine erste Single Learnalilgivinanlovin von der CD Like Drawing Blood erschien im August 2006. In Deutschland trat er 2008 auf dem Reeperbahn Festival auf, tourte jedoch auch mehrfach mit The Basics. Die Gruppe hat zahlreiche Alben und EPs herausgebracht, zuletzt 2019.
Im Juli 2011 nahm er mit der neuseeländischen Sängerin Kimbra das Lied Somebody That I Used to Know auf. Damit erreichte er Platz 1 in den australischen und belgischen Charts und konnte danach in 24 weiteren Ländern an die Chartspitze steigen. Das dazugehörige Album Making Mirrors erreichte im August 2011 in Australien ebenfalls Platz 1 und war in vielen anderen Ländern erfolgreich. Danach hatte er keine Pläne, mit seiner Solokarriere weiterzumachen.
Im Jahr 2016 gründete Gotye das Ondioline Orchestra, um das musikalische Erbe Jean-Jacques Perreys zu bewahren, eines französischen Pioniers der elektronischen Musik. 2017 brachte die Band das Lied Cigale heraus, das Perrey gewidmet ist. Gotye gründete außerdem 2017 das Plattenlabel Forgotten Futures. Dessen erste Veröffentlichung war Jean-Jacques Perrey et son Ondioline, eine Zusammenstellung seltener und vorher unveröffentlichter Aufnahmen Perreys.

## Auszeichnungen und Ehrungen
Gotye gewann die ARIA Music Awards 2011 in den Kategorien Single of the Year, Best Pop Release und Best Male Artist. Daneben war er 2011 in der Kategorie regionale Nominierung für „Asien und Pazifik“ bei den MTV Europe Music Awards nominiert und gewann in eben jener Kategorie im Jahr 2012. Bei den Echos 2012 gewann der Song Somebody That I Used to Know den Song of the Year-Echo. Bei den ARIA Music Awards 2012 gewann Gotye insgesamt fünf Awards, drei Auszeichnungen für sein Album Making Mirrors – Album of the Year, Best Pop Release, Best Cover Artist (zusammen mit seinem Vater Frank de Backer) – sowie Best Male Artist und Best Australian Live Act.
Bei der Grammy-Verleihung im Jahr 2013 gewann er in den Kategorien Best Alternative Album, Record of the Year und Best Pop Duo/Group Performance. Die beiden letzteren Grammys erhielt er gemeinsam mit Kimbra für die Single Somebody That I Used to Know.

## Diskografie

### Studioalben
| Jahr | Titel              | Höchstplatzierung, Gesamtwochen, AuszeichnungChartplatzierungen (Jahr, Titel, Platzierungen, Wochen, Auszeichnungen, Anmerkungen) | Höchstplatzierung, Gesamtwochen, AuszeichnungChartplatzierungen (Jahr, Titel, Platzierungen, Wochen, Auszeichnungen, Anmerkungen) | Höchstplatzierung, Gesamtwochen, AuszeichnungChartplatzierungen (Jahr, Titel, Platzierungen, Wochen, Auszeichnungen, Anmerkungen) | Höchstplatzierung, Gesamtwochen, AuszeichnungChartplatzierungen (Jahr, Titel, Platzierungen, Wochen, Auszeichnungen, Anmerkungen) | Höchstplatzierung, Gesamtwochen, AuszeichnungChartplatzierungen (Jahr, Titel, Platzierungen, Wochen, Auszeichnungen, Anmerkungen) | Höchstplatzierung, Gesamtwochen, AuszeichnungChartplatzierungen (Jahr, Titel, Platzierungen, Wochen, Auszeichnungen, Anmerkungen) | Höchstplatzierung, Gesamtwochen, AuszeichnungChartplatzierungen (Jahr, Titel, Platzierungen, Wochen, Auszeichnungen, Anmerkungen) | Höchstplatzierung, Gesamtwochen, AuszeichnungChartplatzierungen (Jahr, Titel, Platzierungen, Wochen, Auszeichnungen, Anmerkungen) | Anmerkungen                                              |
| Jahr | Titel              | DE | AT | CH | UK | US | BEF | BEW | AU | Anmerkungen                                              |
| ---- | ------------------ | --- | --- | --- | --- | --- | --- | --- | --- | -------------------------------------------------------- |
| 2003 | Boardface          | — | — | — | — | — | — | — | — | Erstveröffentlichung: Februar 2003                       |
| 2006 | Like Drawing Blood | — | — | — | — | — | — | — | AU13 Platin · (14 Wo.)AU | Erstveröffentlichung: 2. Juli 2006 Verkäufe: + 1.000.000 |
| 2011 | Making Mirrors     | DE3 Gold · (25 Wo.)DE | AT6 Gold · (17 Wo.)AT | CH10 (31 Wo.)CH | UK4 Gold · (26 Wo.)UK | US6 ×2Doppelplatin · (46 Wo.)US                                                                                                   | BEF3 Platin · (57 Wo.)BEF | BEW6 (53 Wo.)BEW | AU1 ×4Vierfachplatin · (44 Wo.)AU                                                                                                 | Erstveröffentlichung: August 2011 Verkäufe: + 2.780.000  |

### EPs
- 2009: Heart’s a Mess

### Remixalben
- 2007: Mixed Blood

### Singles
| Jahr | Titel Album                                 | Höchstplatzierung, Gesamtwochen, AuszeichnungChartplatzierungen (Jahr, Titel, Album, Platzierungen, Wochen, Auszeichnungen, Anmerkungen) | Höchstplatzierung, Gesamtwochen, AuszeichnungChartplatzierungen (Jahr, Titel, Album, Platzierungen, Wochen, Auszeichnungen, Anmerkungen) | Höchstplatzierung, Gesamtwochen, AuszeichnungChartplatzierungen (Jahr, Titel, Album, Platzierungen, Wochen, Auszeichnungen, Anmerkungen) | Höchstplatzierung, Gesamtwochen, AuszeichnungChartplatzierungen (Jahr, Titel, Album, Platzierungen, Wochen, Auszeichnungen, Anmerkungen) | Höchstplatzierung, Gesamtwochen, AuszeichnungChartplatzierungen (Jahr, Titel, Album, Platzierungen, Wochen, Auszeichnungen, Anmerkungen) | Höchstplatzierung, Gesamtwochen, AuszeichnungChartplatzierungen (Jahr, Titel, Album, Platzierungen, Wochen, Auszeichnungen, Anmerkungen) | Höchstplatzierung, Gesamtwochen, AuszeichnungChartplatzierungen (Jahr, Titel, Album, Platzierungen, Wochen, Auszeichnungen, Anmerkungen) | Höchstplatzierung, Gesamtwochen, AuszeichnungChartplatzierungen (Jahr, Titel, Album, Platzierungen, Wochen, Auszeichnungen, Anmerkungen) | Anmerkungen                                                              |
| Jahr | Titel Album                                 | DE | AT | CH | UK | US | BEF | BEW | AU | Anmerkungen                                                              |
| ---- | ------------------------------------------- | --- | --- | --- | --- | --- | --- | --- | --- | ------------------------------------------------------------------------ |
| 2010 | Eyes Wide Open Making Mirrors               | — | — | — | — | US96 (1 Wo.)US | BEF33 (4 Wo.)BEF | — | AU— PlatinAU | Erstveröffentlichung: 5. November 2010                                   |
| 2011 | Somebody That I Used to Know Making Mirrors | DE1 ×4Vierfachplatin · (61 Wo.)DE | AT1 ×2Doppelplatin · (37 Wo.)AT | CH2 ×3Dreifachplatin · (83 Wo.)CH | UK1 ×5Fünffachplatin · (63 Wo.)UK | US1 ×4Diamant + Vierfachplatin · (59 Wo.)US                                                                                              | BEF1 ×4Vierfachplatin · (61 Wo.)BEF | BEW1 (70 Wo.)BEW | AU1 ×2626-fach-Platin · (50 Wo.)AU | Erstveröffentlichung: 24. Juli 2011 feat. Kimbra; Verkäufe: + 22.125.774 |

Weitere Singles
- 2006: Learnalilgivinanlovin
- 2007: Hearts a Mess (Like Drawing Blood)
- 2009: Coming Back
- 2024: Somebody (2024) (mit Fisher & Chris Lake feat. Sante Sansone & Kimbra, UK: Silber, AU: Platin)

### Mit „The Basics“
Studioalben
- 2003: Get Back
- 2007: Stand Out/Fit In
- 2009: Keep Your Friends Close
- 2015: The Age of Entitlement[9]
- 2019: B.A.S.I.C.[10]

EPs
- 2005: For Girls Like You
- 2007: Lookin’ Over My Shoulder
- 2009: Like a Brother
- 2010: Wait for You
- 2014: The Lucky Country

Singles
- 2014: Call It Rhythm and Blues/Baby, Let Me In

Livealben
- 2010: /ðə’bæzɪtʃ/
- 2013: My Brain’s Off (And I Like It)
- 2017: In the Rude!

Kompilationen
- 2012: Ingredients
- 2013: Leftovers

## Auszeichnungen für Musikverkäufe
| 2× Silberne Schallplatte - Europa (Impala) - 2012: für das Album Like Drawing Blood Goldene Schallplatte - Belgien - 2024: für die Single Somebody (2024) - Dänemark - 2012: für das Album Making Mirrors - Finnland - 2012: für die Single Somebody That I Used to Know - Italien - 2012: für das Album Making Mirrors - Kanada - 2012: für das Album Making Mirrors - Niederlande - 2012: für das Album Making Mirrors - Spanien - 2025: für die Single Somebody (2024) | Platin-Schallplatte - Brasilien - 2025: für die Single Somebody (2024) - Frankreich - 2012: für das Album Making Mirrors - Schweden - 2012: für die Single Somebody That I Used to Know 2× Platin-Schallplatte - Neuseeland - 2023: für das Album Making Mirrors - Polen - 2012: für das Album Making Mirrors - Portugal - 2024: für die Single Somebody That I Used to Know 3× Platin-Schallplatte - Dänemark - 2012: für die Single Somebody That I Used to Know - Spanien - 2025: für die Single Somebody That I Used to Know | 4× Platin-Schallplatte - Dänemark - 2012: für das Streaming Somebody That I Used to Know - Italien - 2012: für die Single Somebody That I Used to Know 8× Platin-Schallplatte - Neuseeland - 2024: für die Single Somebody That I Used to Know 2× Diamantene Schallplatte - Brasilien - 2024: für die Single Somebody That I Used to Know |

Anmerkung: Auszeichnungen in Ländern aus den Charttabellen bzw. Chartboxen sind in ebendiesen zu finden.
| Land/RegionAuszeichnungen für Musikverkäufe (Land/Region, Auszeichnungen, Verkäufe, Quellen) | Silber     | Gold       | Platin       | Diamant     | Verkäufe   | Quellen              |
| -------------------------------------------------------------------------------------------- | ---------- | ---------- | ------------ | ----------- | ---------- | -------------------- |
| Australien (ARIA)                                                                            | —          | —          | 33× Platin33 | —           | 2.310.000  | aria.com.au          |
| Belgien (BRMA)                                                                               | —          | Gold1      | 5× Platin5   | —           | 170.000    | ultratop.be          |
| Brasilien (PMB)                                                                              | —          | —          | Platin1      | 2× Diamant2 | 540.000    | pro-musicabr.org.br  |
| Dänemark (IFPI)                                                                              | —          | Gold1      | 7× Platin7   | —           | 100.000    | ifpi.dk              |
| Deutschland (BVMI)                                                                           | —          | Gold1      | 4× Platin4   | —           | 1.350.000  | musikindustrie.de    |
| Europa (Impala)                                                                              | 2× Silber2 | —          | —            | —           | (40.000)   | Einzelnachweise      |
| Finnland (IFPI)                                                                              | —          | Gold1      | —            | —           | 6.774      | ifpi.fi              |
| Frankreich (SNEP)                                                                            | —          | —          | Platin1      | —           | 100.000    | infodisc.fr          |
| Italien (FIMI)                                                                               | —          | Gold1      | 4× Platin4   | —           | 150.000    | fimi.it              |
| Kanada (MC)                                                                                  | —          | Gold1      | —            | —           | 40.000     | musiccanada.com      |
| Neuseeland (RMNZ)                                                                            | —          | —          | 10× Platin10 | —           | 270.000    | radioscope.co.nz NZ2 |
| Niederlande (NVPI)                                                                           | —          | Gold1      | —            | —           | 10.000     | nvpi.nl              |
| Österreich (IFPI)                                                                            | —          | Gold1      | 2× Platin2   | —           | 70.000     | ifpi.at              |
| Polen (ZPAV)                                                                                 | —          | —          | 2× Platin2   | —           | 40.000     | olis.pl              |
| Portugal (AFP)                                                                               | —          | —          | 2× Platin2   | —           | 20.000     | Einzelnachweise      |
| Schweden (IFPI)                                                                              | —          | —          | Platin1      | —           | 40.000     | sverigetopplistan.se |
| Schweiz (IFPI)                                                                               | —          | —          | 3× Platin3   | —           | 90.000     | hitparade.ch         |
| Spanien (Promusicae)                                                                         | —          | Gold1      | 3× Platin3   | —           | 210.000    | elportaldemusica.es  |
| Vereinigte Staaten (RIAA)                                                                    | —          | —          | 6× Platin6   | Diamant1    | 16.000.000 | riaa.com             |
| Vereinigtes Königreich (BPI)                                                                 | Silber1    | Gold1      | 5× Platin5   | —           | 3.300.000  | bpi.co.uk            |
| Insgesamt                                                                                    | 3× Silber3 | 10× Gold10 | 89× Platin89 | 3× Diamant3 |            |                      |